# 저스트비
저스트비(JUST B)는 2021년 6월 30일 데뷔한 6인조 보이 그룹으로 블루닷엔터테인먼트, 스타제국 소속이다. 팬덤은 ONLY B이다.
그러나 시작 시간 이전에 개발 단계에서 제국의 소년들(Boys of Empires)가 스타제국에 따르면를 출시한다는 것이 알려졌습니다.

## 구성원
| 이름   | 소개 |
| ------ | --- |
| 임지민 | - 이름 : 임지민 - 생년월일 : 2001년 5월 22일(24세) - 출생지 : 대한민국 - 활동기간 : 2021년 6월 30일 ~ 현재  |
| 이건우 | - 이름 : 이건우 - 생년월일 : 2001년 2월 2일(24세) - 출생지 : 대한민국 - 활동기간 : 2021년 6월 30일 ~ 현재   |
| 배인   | - 이름 : 송병희 - 생년월일 : 2001년 5월 4일(24세) - 출생지 : 대한민국 - 활동기간 : 2021년 6월 30일 ~ 현재   |
| 시우   | - 이름 : 추시우 - 생년월일 : 2001년 10월 11일(23세) - 출생지 : 대한민국 - 활동기간 : 2021년 6월 30일 ~ 현재 |
| 전도염 | - 이름 : 전도염 - 생년월일 : 2002년 2월 21일(23세) - 출생지 : 대한민국 - 활동기간 : 2021년 6월 30일 ~ 현재  |
| 김상우 | - 이름 : 김상우 - 생년월일 : 2002년 9월 3일(22세) - 출생지 : 대한민국 - 활동기간 : 2021년 6월 30일 ~ 현재   |

## 수상 목록

### 시상식
- 2023년 30주년 한터뮤직 어워즈 2022 블루밍 스타상
- 2024년 31주년 한터뮤직어워즈 2023 블루밍 스타상

## 같이 보기
- Jewelry
- ZE:A
- 나인뮤지스
- 나인뮤지스의 음반 목록
- IMFACT